# Stadio Ciutat de València
Lo Stadio Ciutat de València è uno stadio di calcio situato a Valencia che ospita le partite interne del Levante.
La struttura, inaugurata nel 1969, può contenere 26 354 spettatori.

## Storia
L'impianto è stato inaugurato nel 1969 da una partita amichevole disputata dal Levante, squadra che da allora lo utilizza per le proprie partite casalinghe, contro i rivali cittadini del Valencia. Lo stadio ha in seguito ospitato alcuni incontri della nazionale spagnola, sia amichevoli che di qualificazione alle competizioni internazionali.
Nel 2018 la FER (Federazione spagnola di rugby) ha scelto lo stadio come sede per la finale Coppa del Re di rugby tra il Valladolid Rugby e il El Salvador, entrambe formazioni di Valladolid. La partita si è conclusa con la vittoria del Valladolid per 20-16.